# Вальхвіль
Вальхвіль (нім. Walchwil) — громада в Швейцарії в кантоні Цуг.

## Географія
Громада розташована на відстані близько 85 км на схід від Берна, 8 км на південь від Цуга.
Вальхвіль має площу 13,5 км², з яких на 9,4 % дозволяється будівництво (житлове та будівництво доріг), 42,4 % використовуються в сільськогосподарських цілях, 44,1 % зайнято лісами, 4,1 % не є продуктивними (річки, льодовики або гори).

## Демографія
2019 року в громаді мешкало 3711 осіб (+4 % порівняно з 2010 роком), іноземців було 36,3 %. Густота населення становила 274 осіб/км².
За віковим діапазоном населення розподілялося таким чином: 18,8 % — особи молодші 20 років, 59,7 % — особи у віці 20—64 років, 21,5 % — особи у віці 65 років та старші. Було 1607 помешкань (у середньому 2,3 особи в помешканні).
Із загальної кількості 1082 працюючих 123 було зайнятих в первинному секторі, 269 — в обробній промисловості, 690 — в галузі послуг.